# Mòstra de Cinèma Occitan
La Mòstra de Cinèma Occitan va néixer a Lleida, l'any 2008, a partir dels premis de curtmetratges Llanterna Digital. En un primer moment, l'organització de totes dues iniciatives va ser de la Coordinadora de Serveis Lingüístics de Lleida, de la qual formen part la Direcció General de Política Lingüística; el Consorci per a la Normalització Lingüística, CNL de Lleida; els serveis territorials d'Ensenyament, de Salut i de Justícia de la Generalitat de Catalunya; l'Institut de Llengües de la Universitat de Lleida; l'Escola Oficial d'Idiomes de Lleida, i el Servei Lingüístic de Comissions Obreres.
La seva expansió territorial van fer que la seva organització fos assumida, a partir de l'any 2012 des del Departament de Cultura de la Generalitat de Catalunya que, per mitjà de la Direcció General de Política lingüística, pretén divulgar la llengua i cultura occitanes, a través de creacions audiovisuals en les diferents variants dialectals, tant a Catalunya com a Occitània.
Des del 2008 fins a l'any 2015 s'han fet vuit edicions. La Mòstra recull un ventall ampli de creacions audiovisuals de sensibilitats artístiques diverses a partir de curtmetratges, tot i que hi ha però també algun llargmetratge. Als films, la llengua occitana hi pot aparèixer en les seves diverses varietats lingüístiques com ara el gascó, el vivaroalpí, el llenguadocià, el llemosí, el provençal o l'alvernès. Des del 2012 les produccions estan subtitulades normalment en català.